# Sprookjesbos Valkenburg

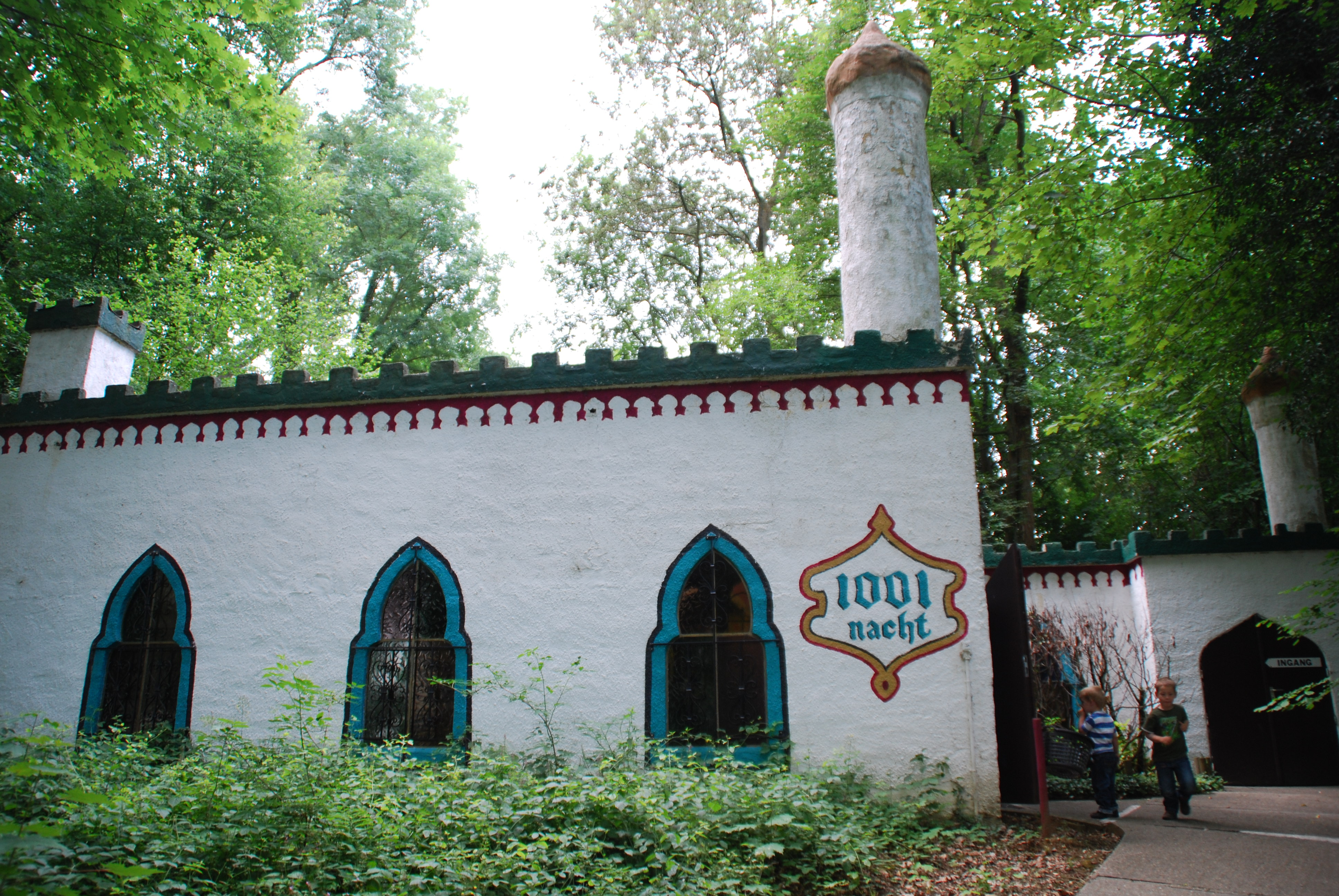
Duizend-en-één-nacht in het Sprookjesbos.

Sprookjesbos Valkenburg is een themapark in Valkenburg, gemeente Valkenburg aan de Geul, in Limburg. Het ligt vrijwel direct naast het Geuldal en is gebouwd op de helling van de Heunsberg. Onder het terrein ligt de Hoorensberggroeve. Het park richt zich op families met jonge kinderen.

## Geschiedenis
Het park werd geopend in 1950 door de Limburgse zakenman Bruno Bruck. Hij kocht het terrein aan de Sibbergrubbe in Valkenburg en liet er een sprookjesbos bouwen voor zijn 4 jaar oude dochtertje.  De eerste sprookjestaferelen zijn ontworpen en gemaakt door studenten van een kunstacademie. De taferelen stonden verspreid in het bos en waren vermoedelijk gemaakt van gips en stenen sprookjesbeelden. Verder was er een restaurant en een waterorgel. Later, in de jaren 1960, werd het mogelijk om bewegende poppen, zogeheten animatronics aan te schaffen en zijn alle sprookjes geleidelijk aan gemoderniseerd. De animatronics werden niet door het park zelf ontworpen, maar kant-en-klaar besteld bij het Duitse bedrijf Hoffmann Figuren, dat sprookjestaferelen aan attractieparken over de hele wereld leverde. In de jaren 1980 is er nog verder uitgebreid. In 1980 opende een geanimeerde show met bewegende cowboys, de Afrikaanse savanne en in 1986 een Log Flume, beter bekend als wildwaterbaan. In de jaren 1990 volgde nog een klein schipschommel en werden de mergelgrotten bij het park betrokken. In 1993 werd de Nellyphants molen geopend, een mini rupsbaan met olifanten. Het park is in 2012 verkocht aan Doeps Sprookjesbos BV onder leiding van een Rotterdamse ondernemer, dat jaar is het park gesloten geweest voor renovatie. Tijdens de renovatie zijn er verschillende dingen aangepakt, zo werd de wildwaterbaan weggehaald en er kwamen parkeerplaatsen voor in de plaats, restaurant de Saloon werd Restaurant de Boshut, er werd een draaimolen toegevoegd met bouwjaar 1951, de nellyphants molen werd verwijderd, de Cowboy show werd verwijderd en hier kwam in 2020 de 7D cinema, de Afrikaanse Savanne werd gesloopt en vervangen door verschillende speeltoestellen en de Happy Farm, hier waren tot 2019 boerderij dieren te vinden. Daarna werd er een speelautomaten hal van gemaakt. Op 12 februari 2024 woede er een brand in de happy farm, de restanten van het gebouw zijn erna gesloopt. Het park is na de renovatie op 27 april 2013 heropend. In de jaren die volgde zijn er nog meerdere aanpassingen gedaan aan het park. In 2019 is het park verkocht aan Sprookjesbos Exploitatie BV, er zijn toen zeven attracties bijgekomen waarvan er inmiddels weer twee weg zijn, het park werd opgedeeld in themagebieden, er werden twee KidsEscaperooms gebouwd en de sprookjes Ali baba, Klein Duimpje en Rattenvanger van Hamelen ondergingen een renovatie.
In december 2023 werd Sprookjesbos Exploitatie BV failliet verklaard met 1,1 miljoen euro schuld, het is op 31 januari 2024 weer terugverkocht aan Doeps Sprookjesbos BV. Het park was in 2024 wegens een nieuwe renovatie niet te bezoeken.

## Park
Het park ligt op de Heunsberg gebouwd en heeft de hoofdingang onder aan de heuvel en een ingang en parkeerplaats bovenaan de heuvel. Sprookjesbos Valkenburg heeft de volgende themagebieden: 
- Castelaria: dit is de beneden entree zone van het park, met een speeltuin, de groeve, restaurant Grietje en van 2019 tot 2023 was hier ook de Stone Age Train te vinden.
- Fairy Forest: in dit gedeelte van het park zijn alle sprookjes te vinden en zweefmolen Paradijsvlucht.
- Farm Valley: in dit gedeelte zijn veel grote speeltoestellen, de bijenmolen (mini zweefmolen), carrousel de dolle draaimolen, winkeltje tussendoortje en een waterspeeltuin.
- Pirates Mountain: met rupsbaan Jolly Rogers Seastorm en schommelschip Kapitein haak.
- Ville d'Eureka: in dit themagebied staat Restaurant de Boshut, de 7D cinema, paardenbaan Equi Genius, vliegtuigmolen Aviator en tot 2024 de ballonentoren Calidius. Verder nog twee KidsEscaperooms.

### De sprookjes

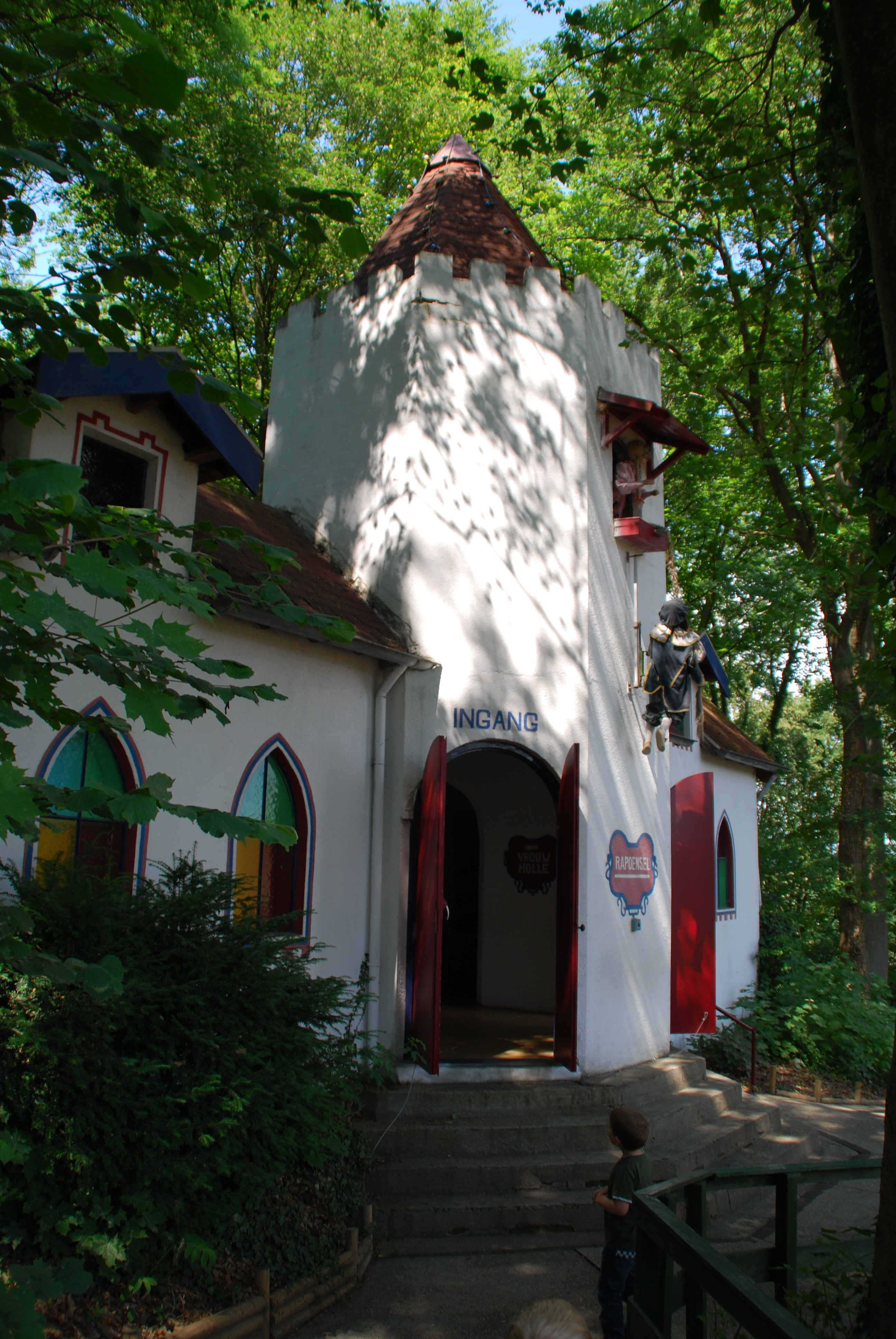
Rapoensel

De meeste sprookjes bevinden zich in huisjes achter glas, maar sommige ook in torens of gewoon buiten. De meeste (sprookjes) poppen bewegen. De sprookjes zijn in willekeurige volgorde:
- Hans en Grietje
- Sneeuwwitje
- Ali Baba en de 40 rovers
- Roodkapje
- De wolf en de zeven geitjes
- Rattenvanger van Hamelen
- De Bremer stadsmuzikanten
- Klein Duimpje
- Assepoester
- Doornroosje
- Vrouw Holle
- Repelsteeltje
- Rapoensel
- De nieuwe kleren van de keizer

Verwijderde sprookjes: Gelaarsde kat, Het lelijke eendje, Tafeltje dek je ezeltje strek je, De kikkerkoning, De prinses op de erwt. 

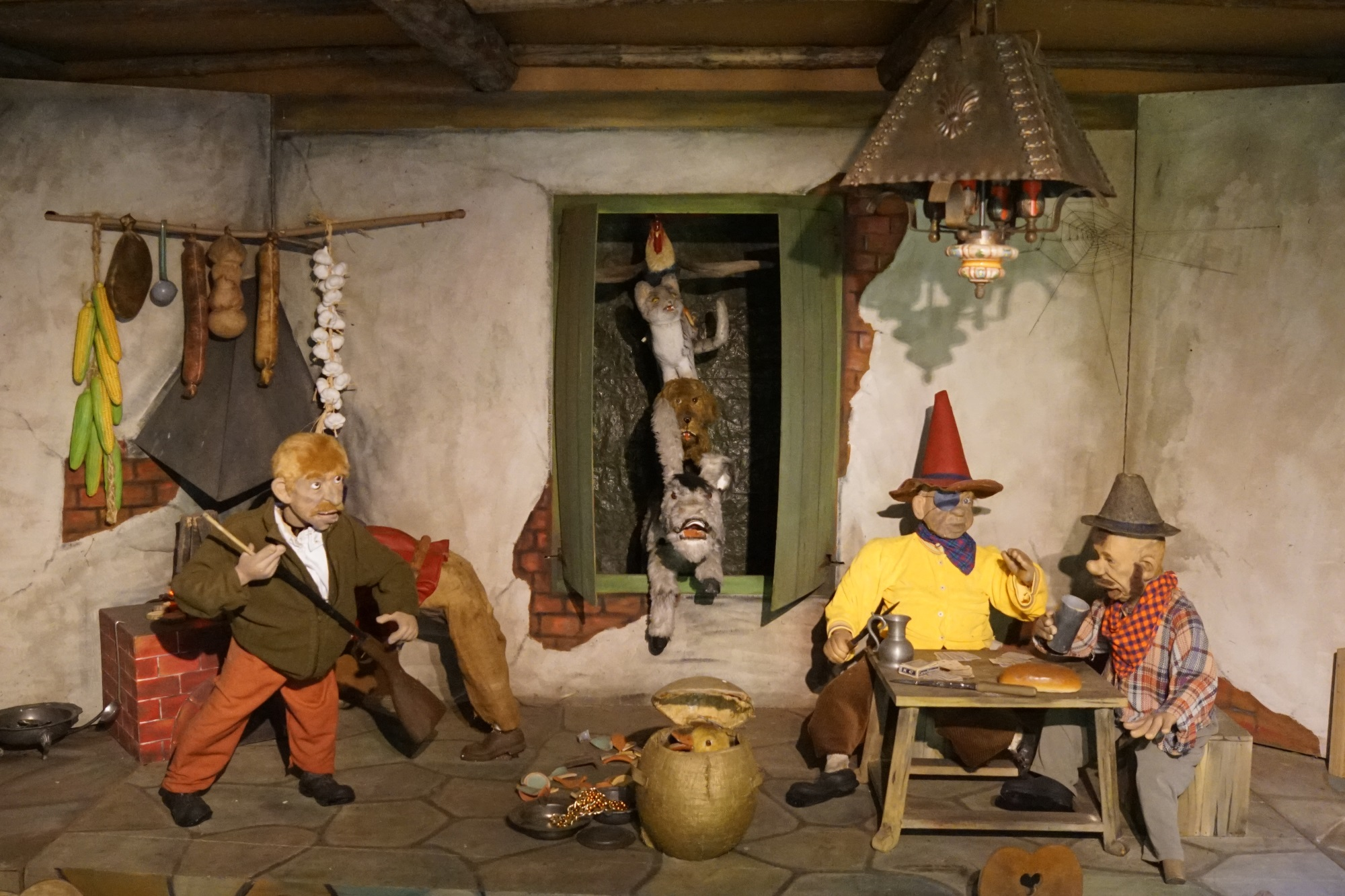
De Bremer stadsmuzikanten
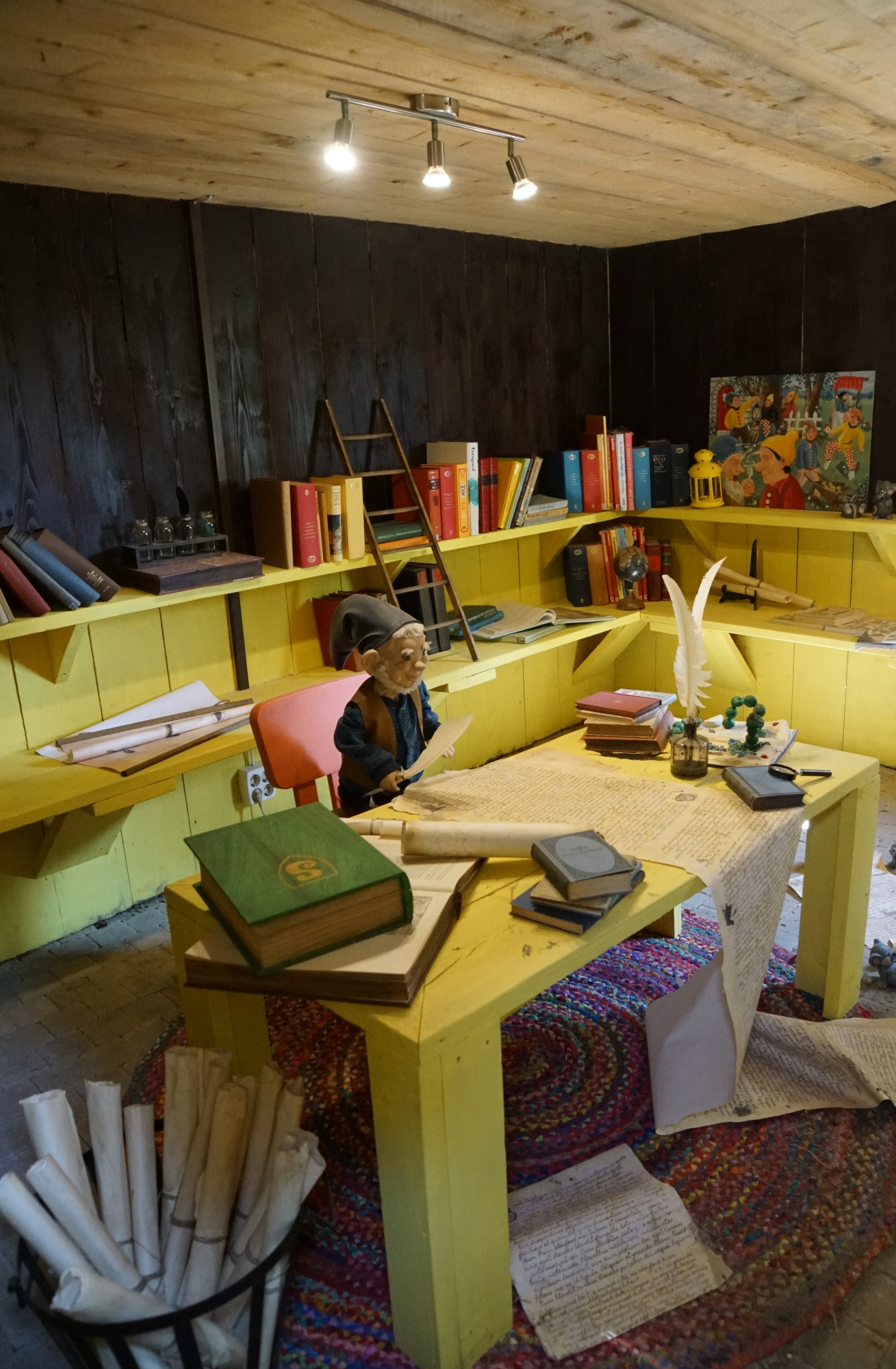
De sprookjeskabouter
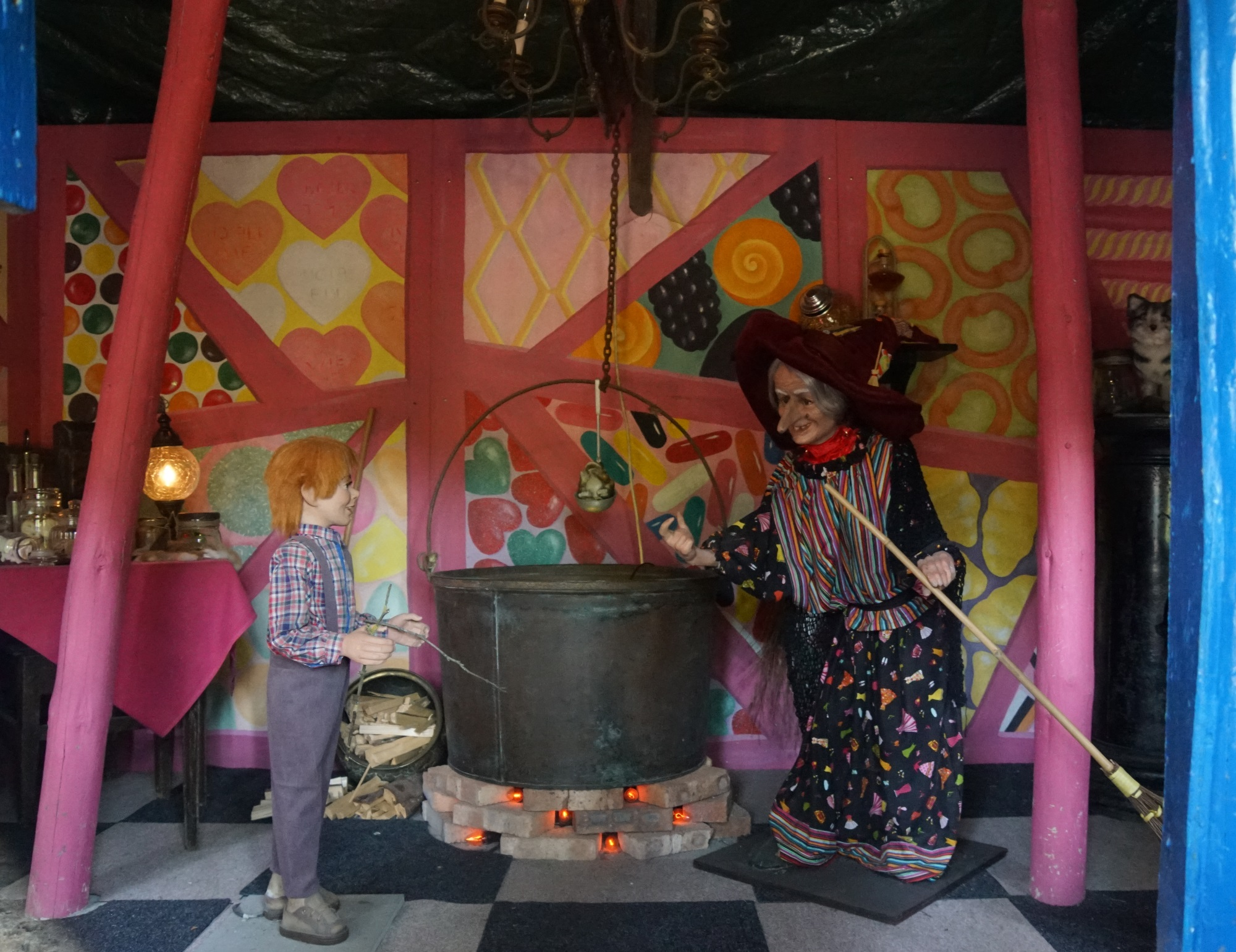
Hans en Grietje
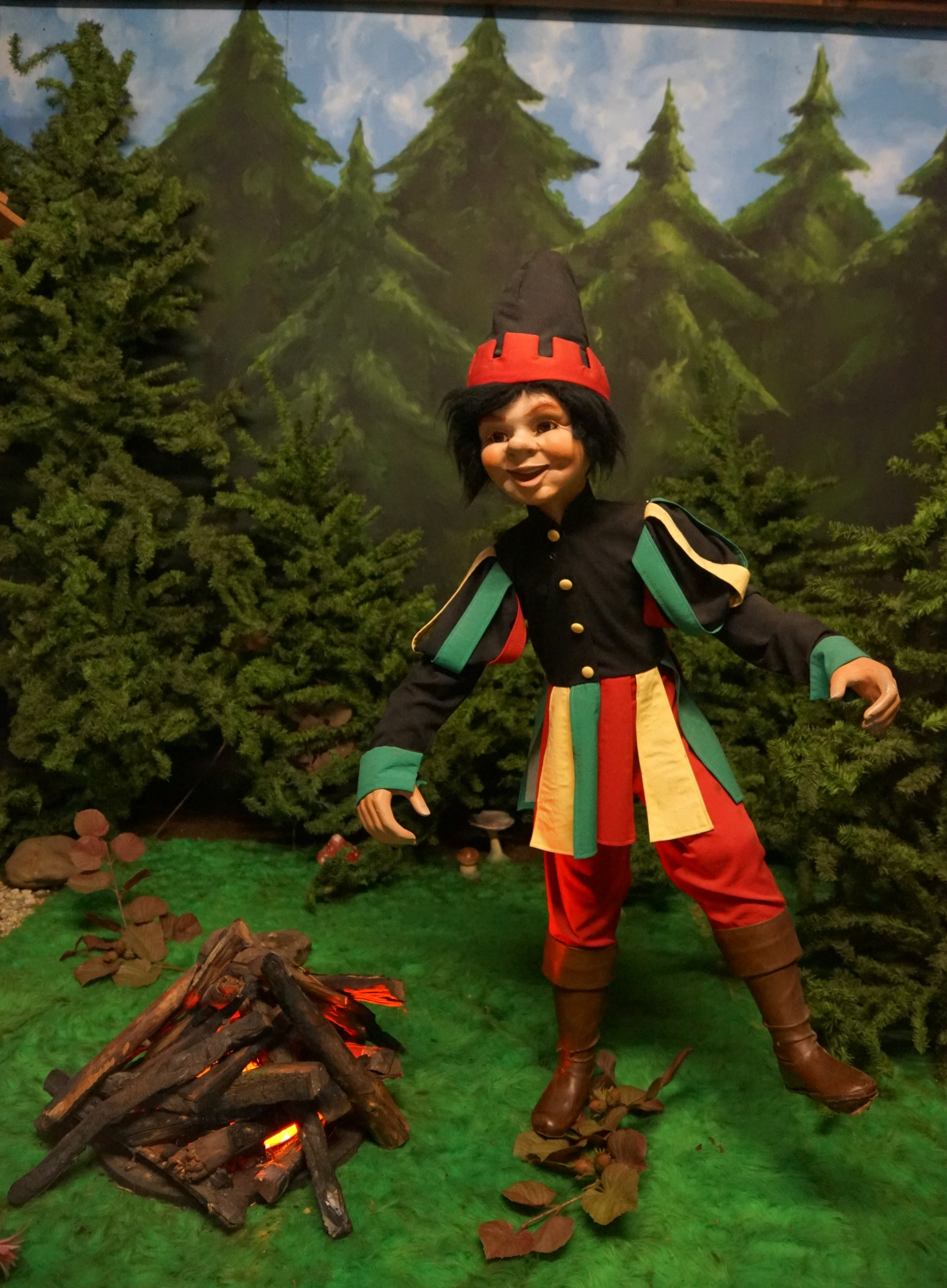
Repelsteeltje

### Mergelgrotten
De mergelgrotten maken deel uit van het park en zijn te vinden bij de hoofdingang. De grotten liggen onder het park. De grotten zijn met de hand uitgegraven, net als veel anderen in en om Valkenburg. Ze zijn zonder begeleiding van een gids te bezoeken. Er is een klein museum dat uitleg geeft over het ontstaan en gebruik van de mergelgrotten.

### Eten en souvenirs
Eten en drinken kan in restaurant Grietje, het grootste restaurant van het park gelegen in themagebied Castelaria. Restaurant de Boshut is het andere restaurant van het park, gelegen in themagebied Ville d'Eureka. Verder is er het winkeltje "Het tussendoortje".  Bij alle verkooppunten zijn er ook souvenirs te koop. 

### Het westerndorp

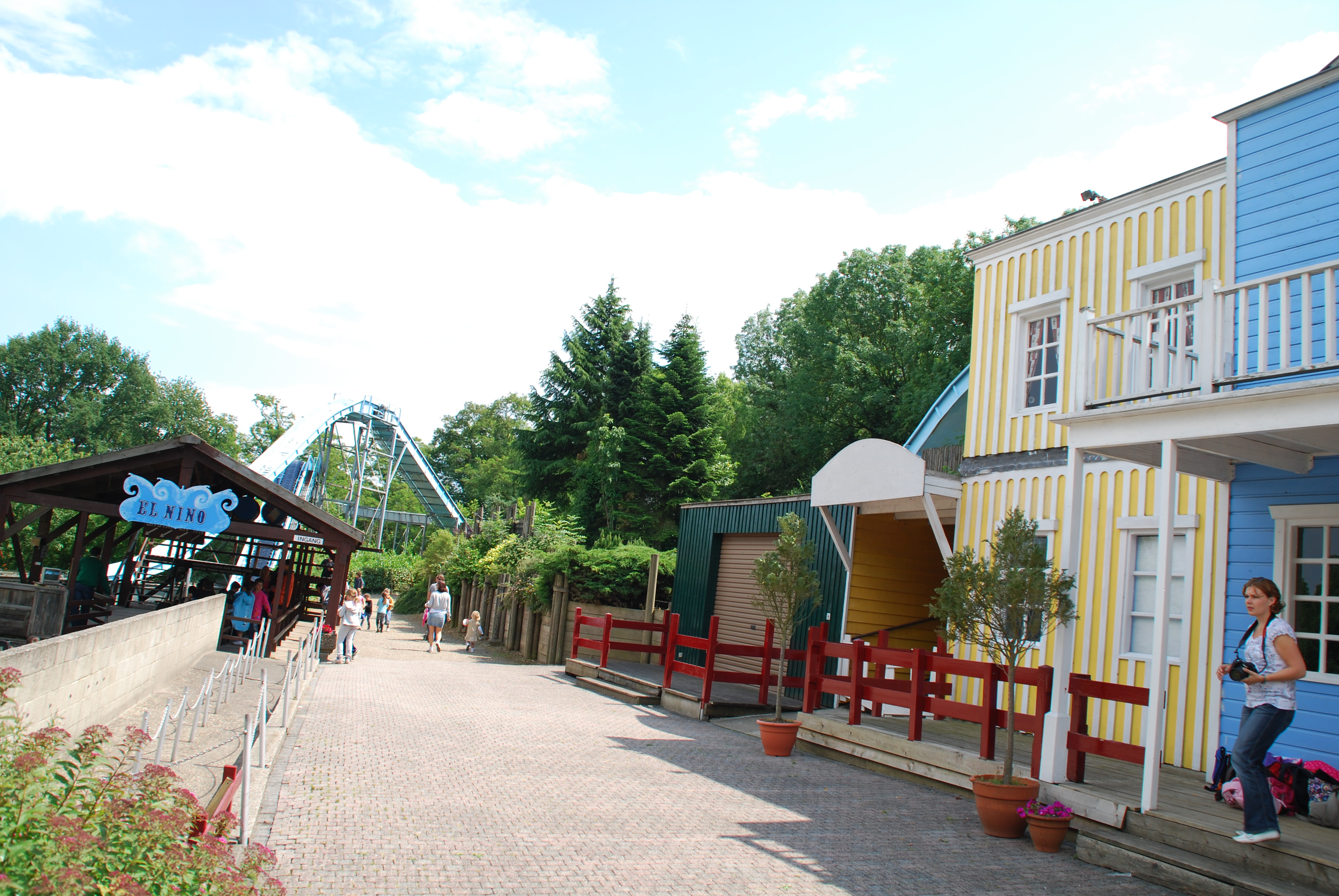
Voormalig westerndorp met El Niño

Het westerndorp is niet meer toegankelijk. Het lag boven op de heuvel en was geheel ingericht in de stijl van de pionierstijd in de Verenigde Staten. In het dorp waren onder andere te vinden:
- Het Kids-Speelhuis, een binnenspeeltuin met ballenbak;
- Een westernshow, met bewegende en zingende poppen.
- El Niño, een wildwaterbaan, de langste van Limburg;

El Niño is in 2012 afgebroken. De wildwaterbaan is verkocht aan wereldtuinen Mondo Verde.
Er was vroeger ook een lasershow, geïnspireerd op de muziek van Michael Jackson. Deze is echter in 2007 gesloten, het gebouw staat er wel nog. 

## Heunsberg
Sprookjesbos Valkenburg neemt niet de gehele Heunsberg in beslag; een vierde van de heuvel hoort bij het themapark. De andere delen hebben ook een recreatiebestemming:
- De voor publiek opengestelde ruïne van Kasteel Valkenburg en de historische Fluweelengrot,
- De voormalige Wilhelminatoren met kabelbaan en rodelbaan,
- Een modelsteenkolenmijn en de 'Grot van Daalhem', beide ook open voor publiek.

Het Sprookjesbos Valkenburg werkt met deze parken en attracties samen.